# Erin Routliffe
Erin Routliffe (Auckland, 11 aprile 1995) è una tennista neozelandese, che in passato ha rappresentato anche il Canada.

## Biografia

### Origini e formazione
Nata ad Auckland, ha rappresentato il Canada dal 2009 al 2017, dopodiché ha ripreso a giocare per i colori neozelandesi. Ha due sorelle, Tara e Tess: quest'ultima è una nuotatrice disabile, che ha preso parte alle Paralimpiadi estive 2016. 
Nel 2017 si è presa una pausa agonistica per poter laurearsi presso l'Università dell'Alabama.

### Carriera
Ha vinto 1 titolo nel singolare e 16 titoli nel doppio del circuito ITF nella sua carriera. Il 12 giugno 2023 ha raggiunto il suo best ranking nel singolare, nr 582. Il 6 novembre 2023, invece, ha raggiunto il best ranking nel doppio, nr 11.
Nel 2018, assieme alla cilena Guarachi, raggiunge la sua prima finale WTA a Washington: nella circostanza, le due cedono alle cinesi Han/Jurak.
Nel 2021, vince il suo primo titolo nel circuito maggiore agli Internazionali di Palermo in coppia con la belga Zimmermann. Assieme a Kaitlyn Christian, invece, ha raggiunto la prima finale di livello '500' a Ostrava, persa contro Mirza/Zhang.
Nel 2022, in quel di Washington, ha vinto il suo secondo alloro WTA con la padrona di casa Jessica Pegula, sconfiggendo Kalinskaja/McNally nell'ultimo atto. Assieme ad Alicja Rosolska, ottiene il suo primo quarto di finale slam a Wimbledon, dove cedono a Collins/Krawczyk in tre set. Con la polacca, raggiunge inoltre altre tre finali in stagione (di cui due di livello '500'), senza riuscire a conquistare titoli.
Nel 2023, ha vinto ad Austin il terzo titolo WTA assieme all'indonesiana Sutjiadi. Allo US Open, Routliffe raggiunge assieme alla canadese Dabrowski la sua prima finale slam della carriera allo US Open, battendo nel corso del torneo le finaliste dell'ultimo Roland Garros Townsend/Fernandez e le campionesse dell'Open di Francia in carica Hsieh/Wang in semifinale. Erin è la prima neozelandese della storia a raggiungere una finale slam in questa specialità. Nell'ultimo atto, Routliffe e Dabrowski sconfiggono le campionesse del 2020 Zvonarëva/Siegemund con lo score di 7-6(9) 6-3, portando a casa il loro primo major della carriera.
Nel 2024, con Dabrowski ottiene il titolo nel '250' erbivoro di Nottingham; inoltre, colgono altre tre finali, tra cui la seconda a livello slam al torneo di Wimbledon, dove cedono a Siniaková/Townsend in due tie-break; con Coco Gauff, centra la finale a Roma, persa contro le italiane Paolini/Errani.

## Statistiche WTA

### Doppio

#### Vittorie (11)
| Legenda              |
| -------------------- |
| Grande Slam (1)      |
| Ori Olimpici (0)     |
| WTA Finals (1)       |
| WTA Elite Trophy (0) |
| Dal 2021             |
| WTA 1000 (2)         |
| WTA 500 (3)          |
| WTA 250 (4)          |

| N.  | Data              | Torneo                          | Superficie      | Compagna             | Avversarie in finale                 | Punteggio           |
| 1.  | 25 luglio 2021    | Palermo Ladies Open, Palermo    | Terra rossa     | Kimberley Zimmermann | Natela Dzalamidze Kamilla Rachimova  | 7-6(5), 4-6, [10-4] |
| 2.  | 6 agosto 2022     | Washington Open, Washington     | Cemento         | Jessica Pegula       | Anna Kalinskaja Caty McNally         | 6-3, 5-7, [12-10]   |
| 3.  | 5 marzo 2023      | ATX Open, Austin                | Cemento         | Aldila Sutjiadi      | Nicole Melichar-Martinez Ellen Perez | 6-4, 3-6, [10-8]    |
| 4.  | 10 settembre 2023 | US Open, New York               | Cemento         | Gabriela Dabrowski   | Laura Siegemund Vera Zvonarëva       | 7-6(9), 6-3         |
| 5.  | 15 ottobre 2023   | Zhengzhou Open, Zhengzhou       | Cemento         | Gabriela Dabrowski   | Shūko Aoyama Ena Shibahara           | 6-2, 6-4            |
| 6.  | 16 giugno 2024    | Nottingham Open, Nottingham     | Erba            | Gabriela Dabrowski   | Harriet Dart Diane Parry             | 5-7, 6-3, [11-9]    |
| 7.  | 18 agosto 2024    | Cincinnati Open, Cincinnati     | Cemento         | Asia Muhammad        | Leylah Fernandez Julija Putinceva    | 3-6, 6-1, [10-4]    |
| 8.  | 9 novembre 2024   | WTA Finals, Riad                | Cemento (i)     | Gabriela Dabrowski   | Kateřina Siniaková Taylor Townsend   | 7-5, 6-3            |
| 9.  | 6 aprile 2025     | Charleston Open, Charleston     | Terra verde     | Jeļena Ostapenko     | Caroline Dolehide Desirae Krawczyk   | 6-4, 6-2            |
| 10. | 20 aprile 2025    | Stuttgart Open, Stoccarda       | Terra rossa (i) | Gabriela Dabrowski   | Ekaterina Aleksandrova Zhang Shuai   | 6-3, 6-3            |
| 11. | 17 agosto 2025    | Cincinnati Open, Cincinnati (2) | Cemento         | Gabriela Dabrowski   | Guo Hanyu Aleksandra Panova          | 6-4, 6-3            |

#### Sconfitte (12)
| Legenda               | Legenda      |
| --------------------- | ------------ |
| Grande Slam (1)       |              |
| Argenti Olimpici (0)  |              |
| WTA Finals (0)        |              |
| WTA Elite Trophy (0)  |              |
| Dal 2009 al 2020      | Dal 2021     |
| Premier Mandatory (0) | WTA 1000 (4) |
| Premier 5 (0)         | WTA 1000 (4) |
| Premier (0)           | WTA 500 (4)  |
| International (1)     | WTA 250 (2)  |

| N.  | Data              | Torneo                                        | Superficie  | Compagna             | Avversarie in finale               | Punteggio           |
| 1.  | 5 agosto 2018     | Washington Open, Washington                   | Cemento     | Alexa Guarachi       | Han Xinyun Darija Jurak            | 3-6, 2-6            |
| 2.  | 18 settembre 2021 | Luxembourg Open, Lussemburgo                  | Cemento (i) | Kimberley Zimmermann | Greet Minnen Alison Van Uytvanck   | 3-6, 3-6            |
| 3.  | 26 settembre 2021 | Ostrava Open, Ostrava                         | Cemento (i) | Kaitlyn Christian    | Sania Mirza Zhang Shuai            | 3-6, 2-6            |
| 4.  | 13 febbraio 2022  | St. Petersburg Ladies Trophy, San Pietroburgo | Cemento (i) | Alicja Rosolska      | Anna Kalinskaja Caty McNally       | 3-6, 7-6(4), [4-10] |
| 5.  | 25 giugno 2022    | Bad Homburg Open, Bad Homburg                 | Erba        | Alicja Rosolska      | Eri Hozumi Makoto Ninomiya         | 4-6, 7-6(5), [5-10] |
| 6.  | 9 ottobre 2022    | Ostrava Open, Ostrava (2)                     | Cemento (i) | Alicja Rosolska      | Caty McNally Alycia Parks          | 3-6, 2-6            |
| 7.  | 23 settembre 2023 | Guadalajara Open, Guadalajara                 | Cemento     | Gabriela Dabrowski   | Storm Hunter Elise Mertens         | 6-2, 3-6, [4-10]    |
| 8.  | 31 marzo 2024     | Miami Open, Miami Gardens                     | Cemento     | Gabriela Dabrowski   | Sofia Kenin Bethanie Mattek-Sands  | 6-4, 6(5)-7, [9-11] |
| 9.  | 19 maggio 2024    | Internazionali d'Italia, Roma                 | Terra rossa | Coco Gauff           | Sara Errani Jasmine Paolini        | 3-6, 6-4, [8-10]    |
| 10. | 29 giugno 2024    | Eastbourne International, Eastbourne          | Erba        | Gabriela Dabrowski   | Ljudmyla Kičenok Jeļena Ostapenko  | 7-5, 6(2)-7, [8-10] |
| 11. | 13 luglio 2024    | Torneo di Wimbledon, Londra                   | Erba        | Gabriela Dabrowski   | Kateřina Siniaková Taylor Townsend | 6(5)-7, 6(1)-7      |
| 12. | 12 agosto 2024    | Canadian Open, Toronto                        | Cemento     | Gabriela Dabrowski   | Caroline Dolehide Desirae Krawczyk | 6(2)-7, 6-3, [7-10] |

## Circuito WTA 125

### Doppio

#### Sconfitte (2)
| N. | Data           | Torneo                       | Superficie  | Compagna        | Avversarie in finale         | Punteggio        |
| 1. | 31 luglio 2021 | LTP Women's Open, Charleston | Terra verde | Aldila Sutjiadi | Liang En-shuo Rebecca Marino | 7-5, 5-7, [7-10] |
| 2. | 6 maggio 2023  | Catalonia Open, Reus         | Terra rossa | Alexa Guarachi  | Storm Hunter Ellen Perez     | 1-6, 6(8)-7      |

## Statistiche ITF

### Singolare

#### Vittorie (1)
| Torneo $100.000 (0) |
| Torneo $80.000 (0)  |
| Torneo $75.000 (0)  |
| Torneo $60.000 (0)  |
| Torneo $50.000 (0)  |
| Torneo $40.000 (0)  |
| Torneo $25.000 (0)  |
| Torneo $15.000 (1)  |
| Torneo $10.000 (0)  |

| N. | Data            | Torneo                                            | Superficie | Avversaria in finale | Punteggio |
| 1. | 4 febbraio 2018 | Soho Square Egypt Women's Future, Sharm el-Sheikh | Cemento    | Nadja Gilchrist      | 6–3, 7-5  |

#### Sconfitte (1)
| Torneo $100.000 (0) |
| Torneo $80.000 (0)  |
| Torneo $75.000 (0)  |
| Torneo $60.000 (0)  |
| Torneo $50.000 (0)  |
| Torneo $40.000 (0)  |
| Torneo $25.000 (1)  |
| Torneo $15.000 (0)  |
| Torneo $10.000 (0)  |

| N. | Data           | Torneo                        | Superficie | Avversaria in finale | Punteggio |
| 1. | 17 luglio 2016 | Winnipeg Challenger, Winnipeg | Cemento    | Francesca Di Lorenzo | 4-6, 1-6  |

### Doppio

#### Vittorie (16)
| Torneo $100.000 (2) |
| Torneo $80.000 (2)  |
| Torneo $75.000 (0)  |
| Torneo $60.000 (2)  |
| Torneo $50.000 (0)  |
| Torneo $40.000 (0)  |
| Torneo $25.000 (6)  |
| Torneo $15.000 (3)  |
| Torneo $10.000 (1)  |

| N.  | Data             | Torneo                                                          | Superficie  | Partner            | Rivali in finale                          | Risultato           |
| 1.  | 21 luglio 2017   | LTP Charleston, Charleston                                      | Terra verde | Andie Daniell      | Quinn Gleason Whitney Kay                 | 6-4, 6-2            |
| 2.  | 5 novembre 2017  | Tevlin Women's Challenger, Toronto                              | Cemento (i) | Alexa Guarachi     | Ysaline Bonaventure Victoria Rodríguez    | 7-6(4), 3-6, [10-4] |
| 3.  | 20 gennaio 2018  | Soho Square Egypt Women's Future, Sharm el-Sheikh               | Cemento     | Jade Lewis         | Anastasija Potapova Ekaterina Jašina      | 0-6, 7-5, [10-6]    |
| 4.  | 27 gennaio 2018  | Soho Square Egypt Women's Future, Sharm el-Sheikh               | Cemento     | Jade Lewis         | Berfu Cengiz Jasmina Tinjić               | 6–1, 5–7, [12–10]   |
| 5.  | 17 marzo 2018    | Women's ITF Irapuato Club de Golf Santa Margarita, Irapuato     | Cemento     | Alexa Guarachi     | Desirae Krawczyk Giuliana Olmos           | 4-6, 6-2, [10-6]    |
| 6.  | 13 aprile 2018   | Pelham Racquet Club Women's $25K Pro Circuit Challenger, Pelham | Terra verde | Alexa Guarachi     | Maria Mateas María José Portillo Ramírez  | 6-1, 6-2            |
| 7.  | 22 aprile 2018   | Dothan Pro Tennis Classic, Dothan                               | Terra verde | Alexa Guarachi     | Sofia Kenin Jamie Loeb                    | 6-4, 2-6, [11-9]    |
| 8.  | 5 maggio 2018    | LTP Charleston Pro Tennis, Charleston                           | Terra verde | Alexa Guarachi     | Louisa Chirico Allie Kiick                | 6-1, 3-6, [10-5]    |
| 9.  | 2 giugno 2018    | Thailand ITF Women's Pro Circuit, Hua Hin                       | Cemento     | Victoria Rodríguez | Nicha Lertpitaksinchai Peangtarn Plipuech | 7–5, 3–6, [10–6]    |
| 10. | 9 giugno 2018    | Thailand ITF Women's Pro Circuit, Hua Hin                       | Cemento     | Victoria Rodríguez | Mana Ayukawa Nina Stadler                 | 6-4, 6-4            |
| 11. | 14 ottobre 2018  | Hutchinson Builders Toowoomba International, Toowoomba          | Cemento     | Freya Christie     | Samantha Harris Astra Sharma              | 7-5, 6-4            |
| 12. | 11 maggio 2019   | FineMark Women's Pro Tennis Championship, Bonita Springs        | Terra verde | Alexa Guarachi     | Usue Maitane Arconada Caroline Dolehide   | 6-3, 7-6(5)         |
| 13. | 15 febbraio 2020 | Hamilton Women's International, Hamilton                        | Cemento     | Emily Fanning      | Sabastiani León Maggie Ng                 | 6-3, 6-1            |
| 14. | 16 maggio 2021   | FineMark Women's Pro Tennis Championship, Bonita Springs        | Terra verde | Aldila Sutjiadi    | Eri Hozumi Miyu Katō                      | 6-3, 4-6, [10-6]    |
| 15. | 23 dicembre 2022 | Eves Open, Tauranga                                             | Cemento     | Paige Hourigan     | Ashmitha Easwaramurthi Yuka Hosoki        | 6-1, 6-0            |
| 16. | 3 febbraio 2024  | Burnie International, Burnie                                    | Cemento     | Paige Hourigan     | Kyōka Okamura Ayano Shimizu               | 7-6(5), 6-4         |

#### Sconfitte (13)
| Torneo $100.000 (1) |
| Torneo $80.000 (0)  |
| Torneo $75.000 (0)  |
| Torneo $60.000 (2)  |
| Torneo $50.000 (1)  |
| Torneo $40.000 (0)  |
| Torneo $25.000 (7)  |
| Torneo $15.000 (1)  |
| Torneo $10.000 (1)  |

| N.  | Data              | Torneo                                                   | Superficie  | Partner              | Rivali in finale                  | Risultato        |
| 1.  | 9 febbraio 2013   | Launceston Tennis International, Launceston              | Cemento     | Allie Kiick          | Ksenija Lykina Emily Webley-Smith | 5–7, 3–6         |
| 2.  | 18 maggio 2013    | Forte Village International Tournament, Pula             | Terra rossa | Carol Zhao           | Martina Caregaro Anna Floris      | 2–6, 7–5, [7–10] |
| 3.  | 20 luglio 2014    | Challenger Banque Nationale de Granby, Granby            | Cemento     | Carol Zhao           | Hiroko Kuwata Riko Sawayanagi     | w/o              |
| 4.  | 25 luglio 2015    | Challenger Banque Nationale de Granby, Granby            | Cemento     | Laura Robson         | Jessica Moore Storm Sanders       | 5-7, 2-6         |
| 5.  | 29 ottobre 2017   | National Bank Challenger Saguenay, Saguenay              | Cemento (i) | Francesca Di Lorenzo | Bianca Andreescu Carol Zhao       | w/o              |
| 6.  | 9 dicembre 2017   | Jam Shri Women's ITF Tennis Tournament, Solapur          | Cemento     | Maya Jansen          | Hsu Ching-wen Pranjala Yadlapalli | 5–7, 6–1, [6–10] |
| 7.  | 22 settembre 2018 | Cairns Tennis International, Cairns                      | Cemento     | Astra Sharma         | Naiktha Bains Shilin Xu           | 1–6, 6(7)–7      |
| 8.  | 17 agosto 2019    | Vancouver Open, Vancouver                                | Cemento     | Naomi Broady         | Nao Hibino Miyu Katō              | 2-6, 2-6         |
| 9.  | 22 febbraio 2020  | Perth Tennis International, Perth                        | Cemento     | Jaimee Fourlis       | Kanako Morisaki Erika Sema        | 5-7, 4-6         |
| 10. | 7 marzo 2020      | Mildura Grand Tennis International, Mildura              | Erba        | Arina Rodionova      | Tereza Mihalíková Abbie Myers     | 3–6, 2–6         |
| 11. | 4 ottobre 2020    | Porto Open, Porto                                        | Cemento     | Jana Fett            | Jamie Loeb Ana Sofía Sánchez      | 6-2, 3-6, [8-10] |
| 12. | 15 novembre 2020  | Oracle Pro Series Orlando Challenger, Orlando            | Cemento     | Jamie Loeb           | Rasheeda McAdoo Alycia Parks      | 6–4, 1–6, [9–11] |
| 13. | 1º maggio 2021    | Boyd Tinsley Women's Clay Court Classic, Charlottesville | Terra verde | Aldila Sutjiadi      | Anna Danilina Arina Rodionova     | 1-6, 3-6         |